# Северен Сантандер
Северен Санта̀ндер (на испански: Norte de Santander) е един от тридесет и двата департамента на южноамериканската държава Колумбия. Намира се в северната част на страната, където граничи с Венецуела. Департаментът е с население от 1 620 318 жители (към 30 юни 2020 г.) и обща площ от 21 857 км². Сформиран е на 25 юли 1910 г.